# Rockingham City
Koordinaten: 32° 17′ S, 115° 44′ O

Die City of Rockingham ist ein lokales Verwaltungsgebiet (LGA) im australischen Bundesstaat Western Australia. Rockingham gehört zur Metropole Perth, der Hauptstadt von Western Australia. Das Gebiet ist 257 km² groß und hat etwa 125.000 Einwohner (2016).
Rockingham liegt am Südwestende von Perth an der Küste und ist etwa 35 bis 55 Kilometer vom Stadtzentrum von Perth entfernt. Der Sitz des City Councils befindet sich im Stadtteil Rockingham, wo etwa 14.500 Einwohner leben (2016).

## Verwaltung
Der Rockingham Council hat zehn Mitglieder. Die Councillor werden von den Bewohnern der vier Wards (je vier aus Rockingham und Safety Bay Ward, je einer aus Baldivis und Coastal Ward) gewählt. Der Mayor (Bürgermeister) und Ratsvorsitzende wird zusätzlich von allen Bewohnern der City gewählt.